# Japanskt älggräs
Japanskt älggräs (Filipendula purpurea) är en hybrid i familjen rosväxter, ursprungligen från Japan. Det exakta ursprunget är inte känt, men en av föräldrarna är litet älggräs (F. multijuga).
Filipendula purpurea ingår i älggrässläktet och familjen rosväxter.
Flerårig ört med krypande jordstam, till 130 cm. Blad mörkt gröna, kala på ovansidan och med korta hår på undersidans nerver, kanterna är ojämnt dubbeltandade. Stjälkar kala. Basala blad och nedre stjälkblad parbladiga med 3-5 delblad, uddbladet mycket större än övriga delblad och är djupt flikigt, tvärt avskuret vid basen. Stipler smala, lansettlika, svagt tandade. Blomställningar kala eller håriga. Foderblad vanligen fem, rosa, kala på insidan och sparsamt håriga på utsidan. Kronbladen är vanligen fem, 2-3,5 mm, tvärt avsmalnande mot den korta, men tydliga klon, rosa till purpur. Karpellerna är fem, fästade vid basen

## Sorter
- 'Alba' - har vita blommor.
- 'Elegans' ('Elegantissima') - har karmosinrosa blommor och blir ca 45 cm hög.
- 'Rubra'

## Synonym
- Spiraea palmata Thunberg